# Сетиво
Сетиво е всяка от петте вида способности (зрение, слух, обоняние, вкус, осезание) у висшите организми и човека за възприемане на дразнения от външния свят чрез съответните органи (очи, уши, нос, език, кожа). В разговорния стил като синоним на термина „сетиво“ се използва думата „чувство“, която обаче може да означава и „емоция“.
Традиционно се приема, че съществуват само пет сетива; древногръцкият философ Аристотел дори прави опит за теоретична обосновка на този брой. Изразът „шесто чувство“ се използва в преносен смисъл: ‘интуиция’, ‘предчувствие’.
Сетивните органи превръщат дразненията от външния свят в нервни импулси, които се предават към мозъка, където след осъзнаването си те се превръщат в усещания.
Точният брой на сетивата зависи от определението за сетиво. Едно сетиво може да притежава различни типове усещания; например осезанието усеща допир, натиск, топлина, студ и болка. Понякога към петте сетива се добавят равновесието, мускулното усещане и др.
Сетивата са развити в различна степен у хората и у другите живи същества. Сетивата улавят информация чрез специални клетки, наричани рецептори.

## Шесто чувство
В разговорния стил се споменава и т.нар. шесто чувство. Под това се разбира интуиция (усет) или свръхестествени (парапсихологични) способности като телепатията и ясновидството, или възприемането на електрически или магнитни полета от хора и животни.